# 廖介操
廖介操（1907-1951），中华民国政治人物，中国国民党党员，曾任中华民国第一届行宪国民大会代表，广东省参议会参议员，国民革命军第一集团军总司令部咨议，广东省民政厅视察员，中国国民党乳源县党部书记长，粤、赣、湘边区剿匪总指挥部坪石指挥所副指挥官和乳(源)乐(昌)宜(章)连(县)阳(山)五县边区联防指挥所指挥官等职。1950年6月于广州被中共军队俘获，1951年2月19日于乳源县被中共当局枪决。

## 生平事略
清光绪33年（丁未1907年）出生于广东乳源清洞廖家村。
民国3年（1914年）于乡中就读私塾。
民国17年（1928年）就读乳源县立师范，毕业后任教职。
民国22年（1933年），由乳源县政府选送入广东地方自治工作人员训练所第三期受训（同期受训学员还有丘绍全、邝邦周、杨高材、林绍徽、沈世熊、张作舟），该所所长由广东省民政厅厅长林翼中兼任。
民国23年（1934年）加入中国国民党，同年，任陈济棠广东省政府民政厅视察员。
同年，经林冀中推荐，当选广东省参议会参议员。期间，会见过乳源县长谢崧举。
民国 24 年（1935年），考入广东军事政治学校（亦称广州燕塘军校）第一期军事政治深造训练班学习，校长为陈济棠，该校隶属于陈济棠第12集团军。杜益谦、黄麟书、李扬敬（原第三军军长）、林时清（原任广东宪兵司令）、罗植椿、林冀中等国民党政要曾在该校任教职。
民国 25 年（1936年），以优异成绩毕业于广东军事政治学校，随即任国民革命军第一集团军总司令部咨议。
民国26 年（1937年），任乳源县政府壮丁中队长、警卫队管理委员兼出纳股长。期间曾积极配合专署保安中队清剿活动在乳北的中共湘南游击队，中共宜乐县委书记贺畔朵死于清剿行动。
民国 33年（1944年），任乳源民众抗日统率会大队长，屡次组织指挥军民抗击日寇。同年，任国民党乳源县第六区党部书记。
民国 36 年（1947年）11月21日至11月23日，全国举行行宪国大代表选举。廖介操当选中华民国第一届行宪国民大会代表。同年，任国民党乳源县党部书记长。
民国37年（1948年）3月29日至5月1日，中华民国正式召开行宪后第一届国民大会（即行宪国民大会），选举中华民国总统和副总统。廖介操先生以第二行政督察区乳源县国大代表身份出席国民大会，一同出席的同区代表还有薛岳（乐昌县）、张发奎（始兴县）等。
民国 38 年（1947年），值国共内战胶着之际，廖介操受命出任粤、赣、湘边区剿匪总指挥部坪石指挥所副指挥官和乳(源) 乐(昌)宜(章)连(县)阳(山)五县边区联防指挥所指挥官，围剿五县边境的游击队。
同年 8 月，到广州谋划组织五县武装力量阻击中共军队。
1950 年春，组织乳源县千余国军攻打中共三区人民政府，并策划四区县中队策反，意藉此颠覆中共新政权。
1950年冬，廖介操先生准备与梁渭韬先生由穗赴台，在广州被中国人民解放军俘获。
1951年2月，经中共广东省北江专署法院判处死刑，同月19日，被中共当局于乳源枪决。